# كريس ارين (ممثل)
كريس ارين (بالإنجليزية: Chris Warren)‏ هو راقص باليه ومغني وممثل أمريكي، ولد في 15 يناير 1990 في إنديانابوليس في الولايات المتحدة.

## أعمال

### أفلام
- (2000) رجال الشرف[5]
- (2006) هاي سكول ميوزيكال
- (2007) هاي سكول ميوزيكال 2
- (2008)  سينيور يير

## وصلات خارجية
- الموقع الرسمي
- كريس ارين على موقع IMDb (الإنجليزية)
- كريس ارين على موقع روتن توميتوز (الإنجليزية)
- كريس ارين على موقع ميوزك برينز (الإنجليزية)
- كريس ارين على موقع أول ميوزيك (الإنجليزية)
- كريس ارين على موقع قاعدة بيانات الفيلم (الإنجليزية)
- كريس ارين على موقع كينوبويسك (الروسية)